# Liste der osttimoresischen Botschafter in Indonesien

Indonesien (orange) und Osttimor (grün)

Diese Liste führt die osttimoresischen Botschafter in Indonesien auf. Die Botschaft Osttimors befindet sich im Mayapada Tower, 19th floor, Jl. Jend Sudirman Kav. 28, Jakarta 12920.
Bis 2023 übernahm der osttimoresische Botschafter in Indonesien auch die ständige Vertretung beim ASEAN.

## Liste

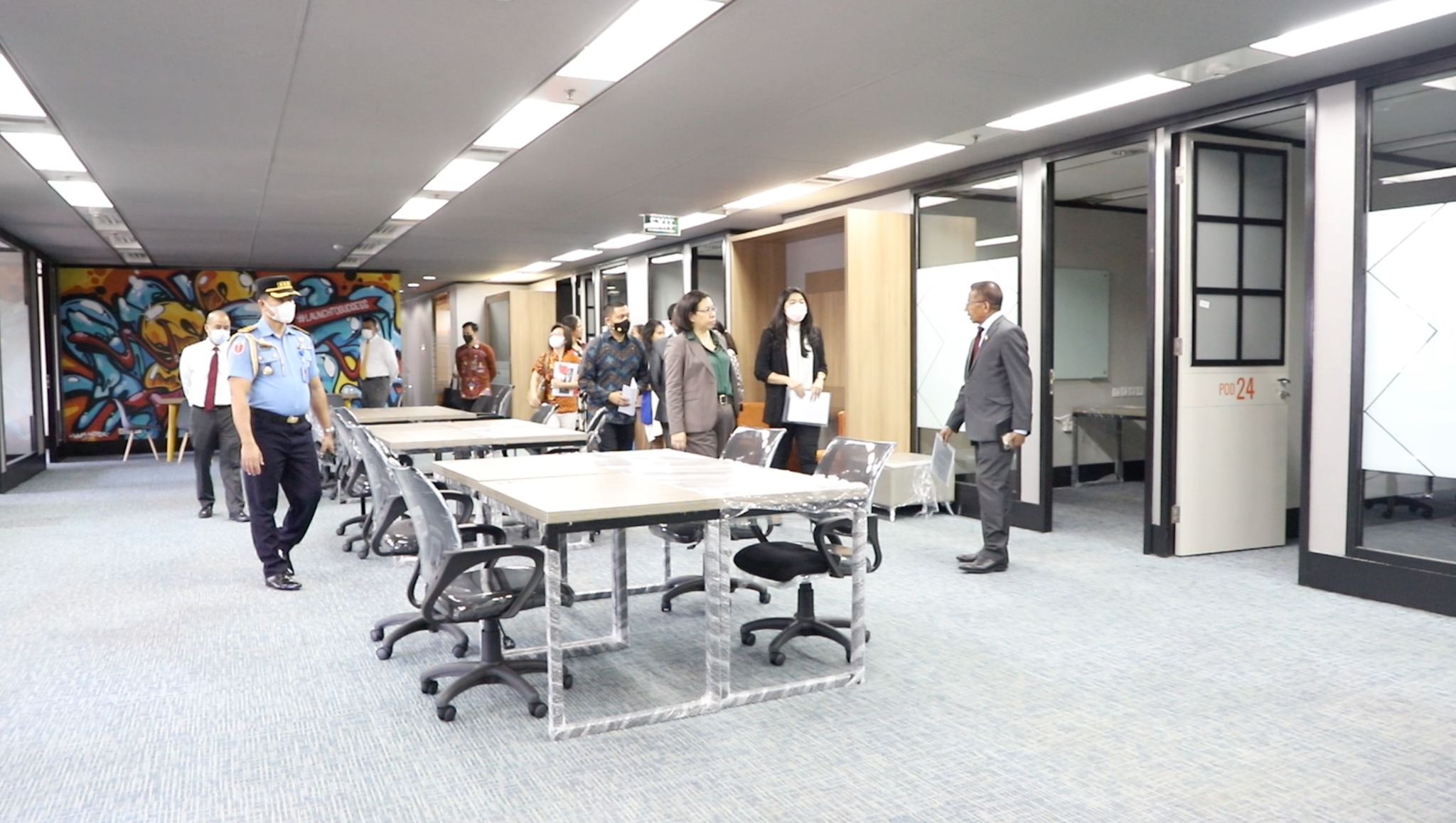
In der osttimoresischen Botschaft in Jakarta (2023)

| Name                          | Amtszeit            | Anmerkungen                                                                |
| ----------------------------- | ------------------- | -------------------------------------------------------------------------- |
| Arlindo Marçal                | Oktober 2002 – 2007 | Erster Botschafter Osttimors in Indonesien                                 |
| Ovídio Amaral                 | 2007 – 2009         |                                                                            |
| Manuel de Aráujo Serrano      | 2009–2015           | Ernennung: 29. Januar 2009; Akkreditierung: 18. Februar 2009               |
| Alberto Xavier Pereira Carlos | 2016–2020           | Ernennung: 11. Februar 2016; Akkreditierung: 31. Mai 2016                  |
| Filomeno Aleixo               | 2021–2023           | Vereidigung: 8. Oktober 2021 Ab 2022 zusätzlich Botschafter bei den ASEAN. |
| António da Conceição          | 2023–2024           | Vereidigung: 12. Dezember 2023                                             |
| Roberto Soares                | seit 2024           | Vereidigung: 22. Juli 2024                                                 |